# Roger Haight
Roger Haight, S.I. (30 aprile 1936 – 19 giugno 2025) è stato un gesuita e teologo statunitense, scrittore religioso e accademico, noto per le sue opere di cristologia.

## Biografia
Haight si laureò nel 1960 e si specializzò con laurea magistrale in Filosofia nel 1961 presso il Berchmans College, Cebu City, Filippine; conseguì inoltre il suo baccalaureato in Teologia al Seminario gesuita del Woodstock College, nel Maryland, nel 1967. Ottenne il Master universitario in Teologia nel 1969 e il Dottorato di ricerca in Teologia nel 1973 dalla University of Chicago; conseguì poi lo S.T.L. presso la Scuola Gesuita di Teologia di Chicago.
Haight fu Presidente della Catholic Theological Society of America e ricevette il premio di “Alumnus of the Year, 2005” dalla Divinity School della University of Chicago nell'aprile 2006. Insegnò alle scuole universitarie gesuite di teologia a Manila, Chicago, Toronto e Cambridge (Massachusetts). Fu inoltre Professore invitato a Lima, Nairobi, Parigi e nella città di Pune in India. Fu in seguito anche "accademico residente" presso lo Union Theological Seminary a New York.

## Controversie
Nel 2004, il Prefetto della Congregazione per la Dottrina della Fede del Vaticano (ufficio all'epoca detenuto dal Cardinale Joseph Ratzinger, futuro papa) vietò a Roger Haight "l'insegnamento della teologia cattolica finché le sue posizioni non [venissero] rettificate così da essere in piena conformità con la dottrina della Chiesa". Tale divieto gli impedì di insegnare presso il collegio gesuita di Weston School of Theology, a causa di questioni dottrinali contenute nel suo libro Jesus Symbol of God (Gesù Simbolo di Dio) (Orbis, 1999). Questo libro ottenne nel 1999 il 1º Premio di teologia, assegnato dalla Associazione Stampa Cattolica USA. Successivamente, sempre nel 2004, passò ad insegnare presso lo Union Theological Seminary di New York, importante seminario multi-confessionale, in qualità di professore aggiunto di teologia. Nel 2005, Haight scrisse The Future of Christology (Il Futuro della Cristologia) in risposta alle questioni succitate e ai problemi esposti dal suo precedente Jesus Symbol of God. Nel gennaio 2009 la Congregazione per la Dottrina della Fede vietò pubblicamente a Haight di scrivere di teologia e di insegnare ovunque, anche presso istituti non cattolici.
Il Vaticano si oppose ai tentativi di Haight di separare la Cristologia dai concetti filosofici greci, in particolare in relazione alla formulazione del mistero della Trinità, l'interpretazione della divinità di Cristo e il ruolo soteriologico di Gesù. I chiarimenti forniti da Haight nel 2000 furono giudicati insoddisfacenti dalla Congregazione per la Dottrina della Fede e nel gennaio 2001 la Congregazione svolse un'inchiesta formale. Da allora Haight mantenne le posizioni del suo primo e contestato libro, dichiarando che la teologia moderna dovesse essere proposta in dialogo col mondo post-moderno: "in una cultura postmoderna con la sua coscienza pluralistica, uno non può più pretendere la superiorità del Cristianesimo sulle altre religioni, o di Cristo quale centro assoluto rispetto a cui tutte le altre mediazioni di salvezza sono relative. Ciò significa che le affermazioni di fede, particolarmente nell'area della Cristologia, devono essere ripensate e interpretate nuovamente, in un contesto culturale e linguistico differente da quello formulato inizialmente."